# Morawka (dopływ Węgierki)
Morawka – rzeka, lewy dopływ Węgierki o długość wynosi 22,3 km i powierzchni zlewni 169,38 km².
Rzeka płynie na północnym Mazowszu. Do Węgierki uchodzi we wsi Dobrzankowo.